# Äkta frukt

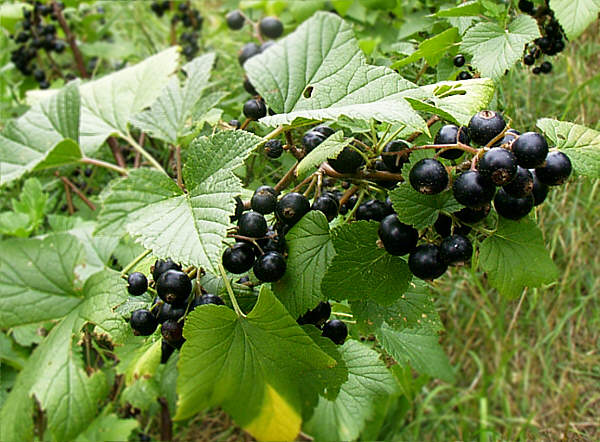
Svarta vinbär (Ribes nigrum) med bär

En äkta frukt har bildats enbart från en blommas fruktämne. Äkta frukter delas vetenskapligt in i två grupper:
- Torra frukter
  - Kapslar (fröhus)
  - Nötter (observera att många "nötter" är stenfrukter)
  - Klyvfrukter
  - Ledfrukter

- Saftiga frukter
  - Bär
  - Stenfrukter (inkluderar många "nötter")
  - Arillusfrukt